# Servicio 306 (Corredor Azul)
El servicio 306 fue una línea del Corredor Azul, que conecta los distritos de Rímac y San Isidro.

## Características
Inició operaciones el 13 de diciembre de 2014. Es el único servicio del Corredor Azul que circula en el sector de Flor de Amancaes. Opera con una flota de midibuses de 9 metros.
Actualmente, desde diciembre de 2022 el servicio se encuentra suspendido.

### Horarios
| Días            | Horario                   |
| --------------- | ------------------------- |
| Lunes a domingo | 05:00 a. m. - 11:00 p. m. |

### Tarifas
Los únicos medios de pago válidos son la tarjeta Lima Pass y la tarjeta del Metropolitano.
| Tipo    | Precio  |
| ------- | ------- |
| General | S/ 1.80 |
| Medio   | S/ 0.90 |

## Recorrido
| Ida Javier Prado        | Avenida Flor de Amancaes (esq. Calle Mónaco) — Avenida 24 de Junio — Calle Guillermo Suárez — Avenida Amancaes — Avenida Samuel Alcázar — Prolongación Tacna — Puente Santa Rosa — Avenida Tacna — Avenida Garcilaso de la Vega — Avenida Arequipa — Jirón José de la Torre Ugarte — Avenida Arenales (esq. Avenida Dos de Mayo) |
| Vuelta Flor de Amancaes | Avenida Arequipa (esq. Calle Olavide) — Avenida Garcilaso de la Vega — Avenida Tacna — Puente Santa Rosa — Prolongación Tacna — Avenida Samuel Alcázar — Avenida Amancaes — Avenida 24 de Junio — Avenida Flor de Amancaes (esq. Calle Mónaco)                                                                                   |

## Paraderos
| N° | Paradero           | Común con   |
| -- | ------------------ | ----------- |
| 1  | Flor de Amancaes   |             |
| 2  | Pasaje 17          |             |
| 3  | Los Cerezos        |             |
| 4  | Los Claveles       |             |
| 5  | 24 de Junio        |             |
| 6  | Eduardo Dibós      |             |
| 7  | Carlos Valderrama  |             |
| 8  | Calle 2            |             |
| 9  | La Colonia         | 301 302     |
| 10 | Madrid             | 301 302     |
| 11 | Leoncio Prado      | 301 302     |
| 12 | Virú               | 301 302     |
| 13 | Huancavelica       | 303         |
| 14 | Nicolás de Piérola | 303         |
| 15 | Villarán           | 303         |
| 16 | España             | 301 302 303 |
| 17 | Tarma              | 301 302 303 |
| 18 | Natalio Sánchez    | 303         |
| 19 | Alejandro Tirado   | 301 302 303 |
| 20 | Manuel Segura      | 301 302 303 |
| 21 | Manuel Candamo     | 301 302     |
| 22 | Tomás Guido        | 301 302     |
| 23 | Soledad            |             |

| N° | Paradero         | Común con       |
| -- | ---------------- | --------------- |
| 1  | Olavide          | 301 302 303     |
| 2  | Torre Ugarte     |                 |
| 3  | Tomás Guido      | 301 302         |
| 4  | Manuel Candamo   | 301 302         |
| 5  | Manuel Segura    | 301 302 303     |
| 6  | Emilio Fernández | 301 302 303     |
| 7  | Saco Oliveros    | 301 302 303     |
| 8  | España           | 301 302 303     |
| 9  | Bolivia          | 301 302 303     |
| 10 | Uruguay          | 303             |
| 11 | Moquegua         | 303             |
| 12 | Ica              | 303 412         |
| 13 | Pizarro          | 301 302 303 412 |
| 14 | Leoncio Prado    |                 |
| 15 | Las Calesas      | 301 302         |
| 16 | Arancibia        | 301 302         |
| 17 | Calle 3          |                 |
| 18 | El Sol           |                 |
| 19 | Calle 10         |                 |
| 20 | 24 de Junio      |                 |
| 21 | Los Claveles     |                 |
| 22 | Los Cerezos      |                 |
| 23 | Pasaje 17        |                 |
| 24 | Mónaco           |                 |